# Psychotria pallidifolia
Psychotria pallidifolia är en måreväxtart som beskrevs av Elmer Drew Merrill. Psychotria pallidifolia ingår i släktet Psychotria och familjen måreväxter. Inga underarter finns listade i Catalogue of Life.